# Maanstaartjuweelbaars
De maanstaartjuweelbaars of maanstaartzeebaars (Variola louti) is een grote zeebaars uit het geslacht Variola van Zaagbaarzen. Hij komt voor in de Indische Oceaan, Rode Zee en Grote Oceaan. Deze baarzen zijn vaak op jacht in de buurt van koraalformaties. Hij wordt tot 80 cm lang en weegt maximaal 12 kg. De vis is te herkennen aan zijn sikkelvormige staartvin met gele randen.